# Črni Vrh
Der Črni Vrh (deutsch Schwarzkogel) ist mit 1543 m. i. J. der höchste Berg des Bachergebirges in Slowenien. 

## Lage und Natur
Der Schwarzkogel liegt nordöstlich von Mislinja und ist zum größten Teil bewaldet. Vom unbewaldeten Gipfel aus sind es nach Slovenj Gradec im Westen etwa 12 km und zum Wintersportort Rogla im Südosten 8 km Luftlinie. Zur österreichischen Grenze im Norden sind es etwa 15 km.